# Psałterz Luttrella
Psałterz Luttrella – bogato iluminowany łaciński psałterz, wykonany w Anglii Wschodniej w 2. ćwierci XIV wieku. Obecnie znajduje się w zbiorach Biblioteki Brytyjskiej (sygnatura Add. MS. 42130).
Jeden z najsłynniejszych średniowiecznych rękopisów na świecie z uwagi na bogactwo i różnorodność przedstawień figuralnych związanych z życiem codziennym.

## Opis
Księga spisana na 309 pergaminowych kartach o wymiarach 350×245 mm.
Rozpoczyna się kalendarzem (karty 1r-12v), po którym następuje tekst Psałterza Gallikańskiego (karty 13r-259v), zakończony kantyczkami (karty 259v-283r), litanią (karty 283v-293r), pięcioma kolektami (karty 293v-295v) oraz modlitwą za zmarłych (karty 296r-309v).
Psałterz Luttrella jest bogato iluminowany ozdobnymi inicjałami i olbrzymią ilością miniatur. Niewielka część z nich poświęcona jest scenom biblijnym i postaciom świętych. Większość przedstawia groteskowe potwory oraz sceny z życia codziennego ówczesnej Anglii, w tym samego właściciela księgi. Tak duża uwaga poświęcona w materiale ikonograficznym świeckim scenkom rodzajowym stanowi o unikatowości księgi.
Obecnie manuskrypt oprawiony jest w brązową skórę cielęcą. Nowożytną oprawę wykonano na początku XVII wieku.

## Czas i okoliczności powstania
Zgodnie z informacją umieszczoną na karcie 202v, księga została wykonana dla Geoffreya Luttrella (1276-1345), lorda Irnham w hrabstwie Lincolnshire. Sam Luttrell został przedstawiony na miniaturze jako rycerz dosiadający konia, w towarzystwie podającej mu hełm żony Agnes Sutton i synowej Beatrice Scrope.
Psałterz powstał w 2. ćwierci XIV w. Datowany jest na lata 1320–1340 lub precyzyjniej na lata 1325–1335 bądź 1340–1345. Skrajne daty wyznaczają: małżeństwo starszego syna i dziedzica sir Geoffreya z Beatrice (1320) oraz śmierć żony Agnes (1340) i samego sir Geoffreya (1345).
Analiza paleograficzna rękopisu wskazuje, iż został on spisany ręką jednego skryby. Dekorację malarską wykonało natomiast pięciu różnych iluminatorów. 

## Proweniencja
Na przełomie XIV i XV wieku księga znalazła się w posiadaniu rodu FitzAlanów, hrabiów Arundel. W późniejszym okresie wielokrotnie zmieniała właścicieli, trafiając w połowie XVIII wieku do rodziny Weldów. W 1929 roku Mary Noyes, żona poety Alfreda Noyesa i wdowa po Richardzie Shireburnie Weld-Blundellu, odsprzedała manuskrypt Bibliotece Brytyjskiej.

## Galeria

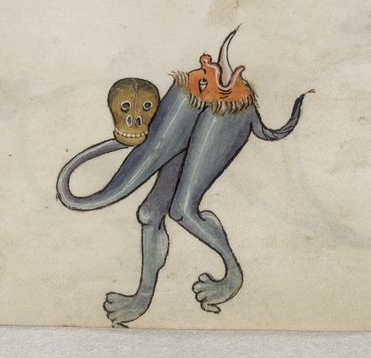
Groteskowa maszkara
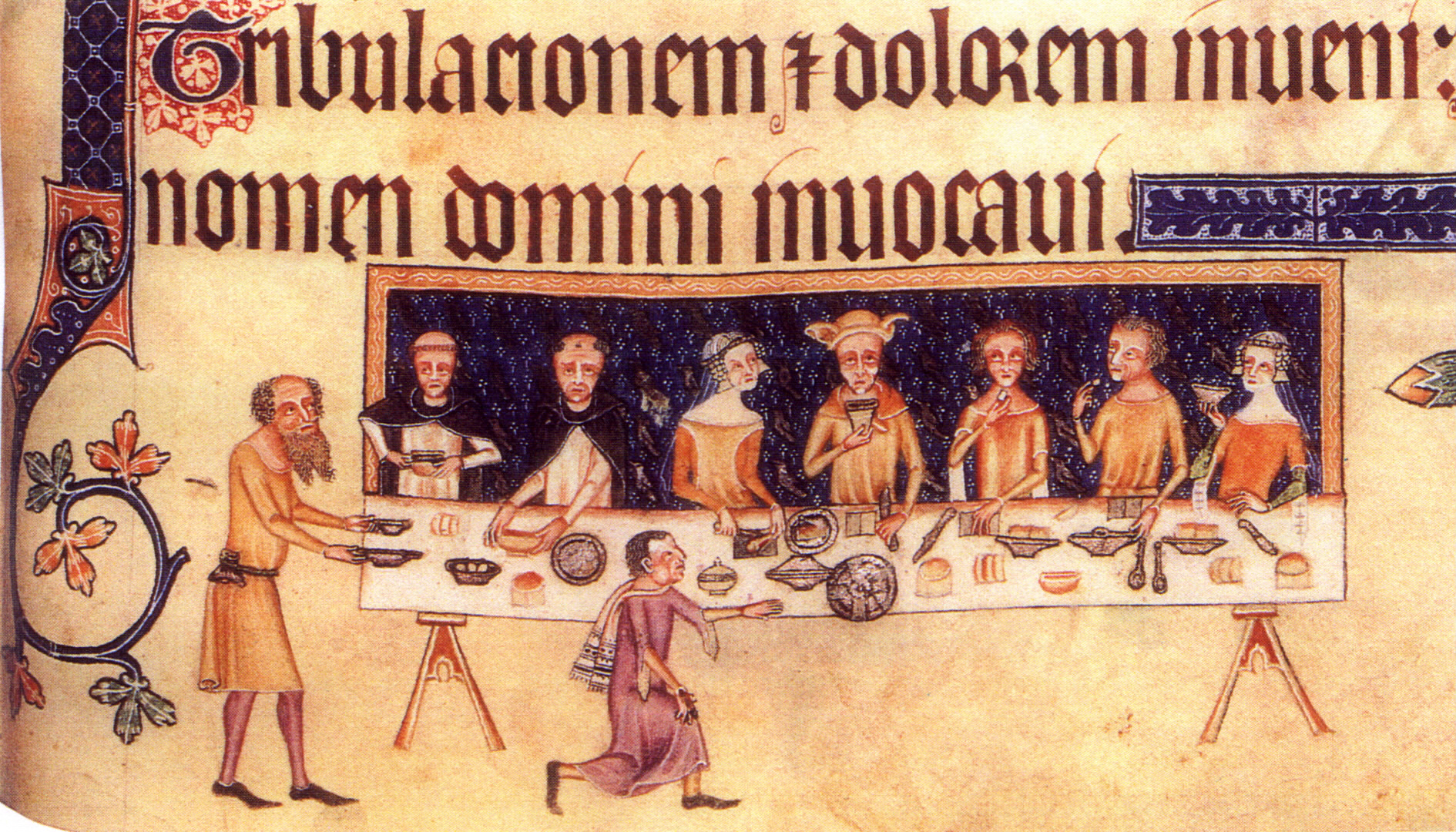
Luttrell przedstawiony podczas uczty
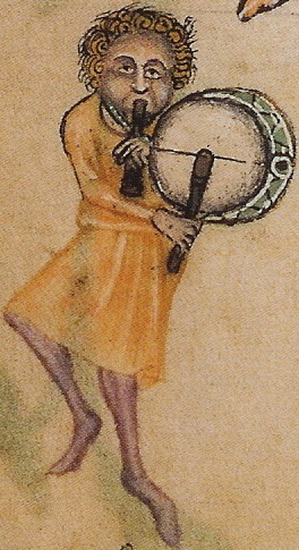
Grajek
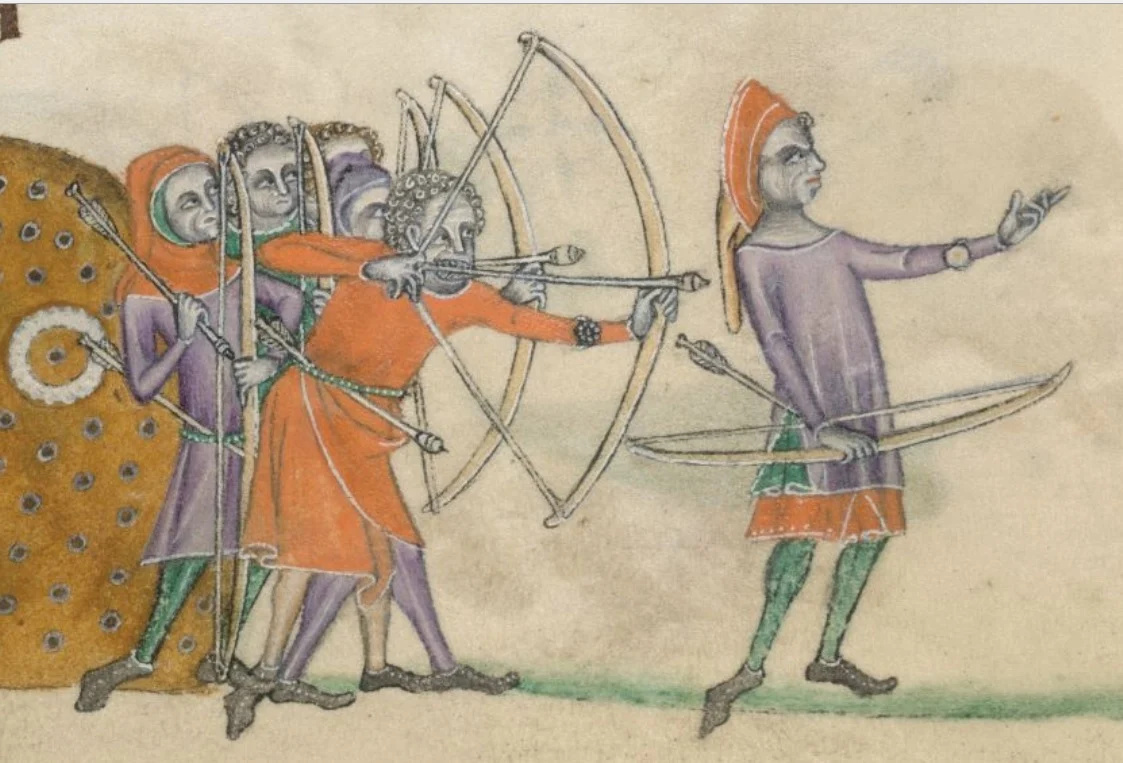
Łucznicy